# Футбольная лига островов Силли

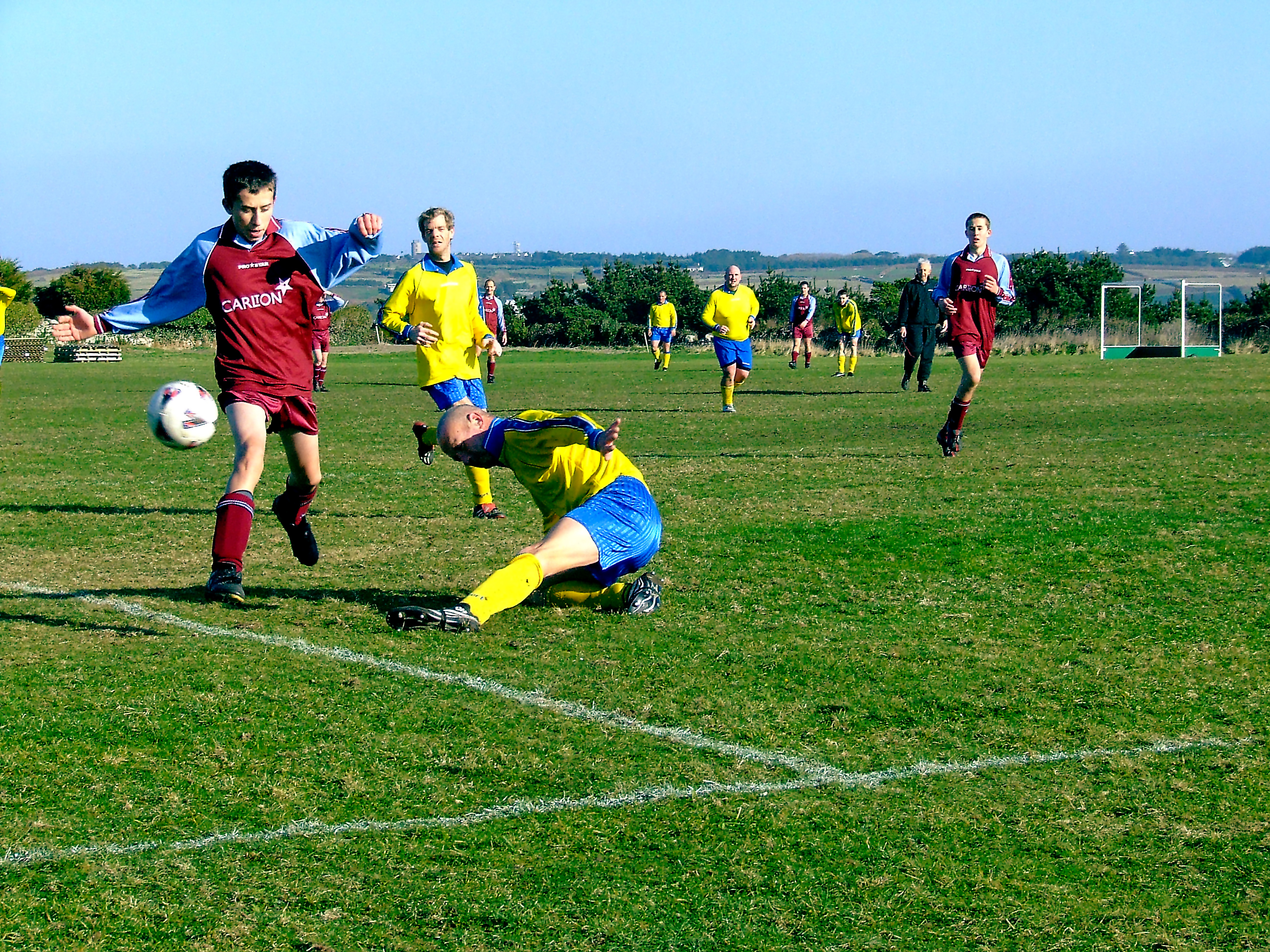
Матч чемпионата Силли между «Гаррисон Ганнерс» (в желтом) и «Вулпэк Уондерерс» (в красном), 29 января 2006 года

Футбольная лига островов Силли (англ. Isles of Scilly Football League) — региональная футбольная лига британского архипелага Силли, основанная в 1920-х годах. В чемпионате участвует лишь две команды. Местная лига является самой маленькой в мире и официально признана Футбольной ассоциацией Англии.

## История
Изначально лига состояла из пяти клубов, но к 1984 году, ввиду оттока населения островов на материк, осталось лишь два коллектива — «Вулпэк Уондерерс» и «Гаррисон Ганнерс», которые и разыгрывают между собой первенство, а также три кубковых турнира.
В 2002 году представители Книги рекордов Гиннесса официально признали чемпионат Силли самой маленькой футбольной лигой мира. Все матчи проводятся на острове Сент — Мэрис.
В 2008 году немецкая компания Adidas выпустила 4-серийный документальный фильм об островной лиге, участие в котором приняли всемирно известные футболисты Патрик Виейра и Дэвид Бекхэм.

## Структура чемпионата
Сезон обычно стартует в ноябре, а завершается в марте.
За это время команды проводят 18 очных поединков.
Наиболее титулованным клубом островов является «Вулпэк Уондерерс». 26 декабря ежегодно проводится товарищеский матч между сборной ветеранов и командой молодежи. Судьей всех встреч первенства является Дэвид Гроттик.

## Юниорская лига
С 2020 года в системе футбола Силли появилась специализированная юниорская лига, состоящая из матчей детских академий клубов «Вулпэк Уондерерс» и «Гаррисон Ганнерс».

## Мнения
Острова Силли испытывают сильный отток молодого населения. На островах нет возможности обучаться после окончания пяти классов, поэтому, когда подросткам исполняется 16 лет, они отправляются на материк для продолжения образования. Кроме того, цены на жилье на островах весьма высокие, поэтому молодые люди, как правило, не возвращаются назад, пока не станут старше. В результате количество игроков в лиге в последние годы заметно сокращается. В 2006 году Говард Коул, один из арбитров чемпионата, оценил средний возраст игроков обеих команд в пределах от 30 лет и более.

## Интересные факты
В 2019 году руководство лиги впервые в мире протестировало систему Fan Assisted Refereeing (FAR), с помощью которой к судейству матчей в качестве ассистентов арбитров были привлечены болельщики команд. Инициатором акции выступил британский телекоммуникационный оператор «Vodafone».